# شقایق (فیلم)
شقایق فیلمی به کارگردانی و نویسندگی مجید قاری زاده محصول سال ۱۳۷۰ است.

## بازیگران
- امین تارخ
- مهشید افشارزاده
- حسین کسبیان
- سعید شیخ‌زاده
- خسرو امیرصادقی
- آنیک شفرازیان
- ملیحه نظری
- پریدخت اقبالپور
- خسرو کرمی
- اقدس صحت‌بخش
- داوود راحتلونژاد
- رضا شمیرانی
- کمال سیدمحسن
- رشید اصلانی
- حسن کامل
- خداداد احمدی
- علی آغاسی
- مریم اسدی
- فرزین سمیعی